# شبه بهشت
شبه بهشت یک فیلم کمدی بریتانیایی محصول ۱۹۴۳ است که توسط Two Cities Films ساخته شده است. لارنس اولیویه در نقش یک مخترع روسی شوروی که برای ساخت پره کشتی جدید خود به انگلستان سفر می‌کند و پنه لوپه دادلی وارد در نقش زنی که عاشق او می‌شود بازی می‌کنند. فیلم طنزی ملایم در مورد تفاوت ارزش‌های انگلیسها با شیوه تفکر شرقی است و برای تشویق همدردی بین بریتانیا و اتحاد جماهیر شوروی طراحی شده است.

## خلاصه
ایوان کوزنتسوف (لارنس اولیویه)، مخترع روسی، درست قبل از شروع جنگ دوم جهانی به انگلستان سفر می‌کند تا صنعت کشتیرانی بریتانیا را با تیغه ملخ تازه اختراع شده و بهبود یافته خود آشنا کند. در آنجا با آن تیسدال (پنه لوپه دادلی وارد) آشنا می‌شود و عاشق او می‌شود. ملاقات با آن و شنیدن نظرات او تصورات قبلی او را در مورد نظام سرمایه‌داری و منحط بودن آن وارونه می‌کند.
به انگلیسها انتقادات شدیدی وارد می‌کند نسبت به اینکه آنها سرد و بی‌احساس هستند نمی‌خندند و دنیا را استعمار کرده‌اند. در مقابل آن و خانواده او کوچک‌ترین حس ناراحتی نشان نمی‌دهند و می‌گویند ما همیشه نسبت به خودمان انتقاد می‌کنیم. آنها می‌گویند ما نیز در مواقع لزو م می‌خندیم و نیز ما دنیا را اشغال نکرده‌ایم بلکه سیاحانی برای اولین بار به آن کشورها رفته‌اند و آنها افراد بوده‌اند و بعداً سود تجاری هم به میان آمده است ولی ما نسیت به مستعمرات مسیولانه رفتار می‌کنیم و … او با پدربزرگ آن در مورد اینکه نظام سرمایه‌داری مردم را استثمار می‌کند بحث می‌کند و در پاسخ می‌شنود که کارفرمای خوب و کارفرمای بد وجود دارند.
پس از نزاع عاشقان، ایوان به کشورش برمی گردد تا یک سال بعد به انگلستان فراخوانده شود تا عیوب طراحی خود را برطرف کند. اینبار آلمان به شوروی حمله کرده است که باعث می‌شود مردم با او مهربانتر باشند. علی‌رغم تلاش‌های او، تغییرات او ثابت می‌شود که نادرست هستند و به نظر می‌رسد مقدر است که با شرمندگی به اتحاد جماهیر شوروی بازگردد. در این موقع آن کارگران را متقاعد می‌کند که شبانه روز کار کنند تا پروانه انقلابی را درست کنند. به زودی آنها مشکل را حل می‌کنند و کشتی موفقیت آمیز به آب انداخته می‌شود. حال ایوان می‌تواند با افتخار به اتحاد جماهیر شوروی بازگردد تا به تلاش‌های جنگی که با عشق آن غنی شده است، کمک کند.

## بازیگران
- Laurence Olivier as Ivan Kouznetsoff
- Penelope Dudley-Ward as Ann Tisdall
- Marjorie Fielding as Mrs. Tisdall
- Margaret Rutherford as Rowena Ventnor
- Felix Aylmer as Mr. Runalow
- George Thorpe as Herbert Tisdall
- Leslie Henson as himself
- Guy Middleton as Dick Christian
- Michael Shepley as Mr. Walford
- Edie Martin as Miss Winifred Tisdall
- Muriel Aked as Mrs. Tisdall-Stanton
- Joyce Grenfell as Sybil Paulson
- Everley Gregg as Mrs. Flannel
- Jack Watling as Tom
- David Keir as Jordan
- Aubrey Mallalieu as Toomes, the Butler
- Beatrice Harrison as herself
- Miles Malleson as Theatre Cashier
- John Laurie as Wounded sailor
- Brian Nissen as George Tisdall
- George Cole as Percy
- Harry Fowler as Evacuee
- Marie Ault as Mrs. Jones
- Gladys Henson as Mrs. Frost
- John Boxer as  British Sailor
- Alexis Chesnakov as Russian Delegate
- Josephine Middleton as Mrs. Tremlow
- Margaret Withers as  Mrs. Elliston
- Charles Paton as Mr. Bishop
- Wilfrid Hyde-White as Nightclub Waiter
- Mavis Clair as Barmaid